# Petr Lazar
Petr Lazar (Brno, 2 de julio de 1976) es un deportista checo que compitió en ciclismo en las modalidades de pista, especialista en las pruebas de madison y ómnium, y ruta.
Ganó una medalla de bronce en el Campeonato Mundial de Ciclismo en Pista de 2007, y tres medallas en el Campeonato Europeo de Ciclismo en Pista entre los años 2004 y 2006.

## Medallero internacional
| Campeonato Mundial | Campeonato Mundial         | Campeonato Mundial | Campeonato Mundial |
| Año                | Lugar                      | Medalla            | Competición        |
| ------------------ | -------------------------- | ------------------ | ------------------ |
| 2007               | Palma de Mallorca (España) | Medalla de bronce  | Madison            |
| Campeonato Europeo |                            |                    |                    |
| Año                | Lugar                      | Medalla            | Competición        |
| 2004               | Valencia (España)          | Medalla de bronce  | Ómnium             |
| 2005               | Dalmine (Italia)           | Medalla de plata   | Madison            |
| 2006               | Ballerup (Dinamarca)       | Medalla de bronce  | Madison            |

1. ↑  Campeonato Europeo realizado sólo para la disciplina de ómnium.
2. 1 2  Campeonato Europeo realizado sólo para la disciplina de madison.